# Jean Sorel
Jean Sorel, (Marseille, 25 september 1934) is een Frans acteur. 
Afstammeling van de Capetingers is zijn werkelijke naam Jean de Combaud de Roquebrune. 
In de filmwereld was hij voornamelijk werkzaam in Italië, vooral in de jaren zestig. In zijn bekendste film, de tragikomedie Belle de Jour (1967), vertolkte hij de echtgenoot van Catherine Deneuve. 
Hij speelt zowel in (tv-)films, als op het toneel.
In 1962 huwde hij met de Italiaanse actrice Anna Maria Ferrero (1935-2018). In 2018 trouwde hij met de journaliste Patricia Balme (1957). 

## Filmografie (selectie)
- 1959 - J'irai cracher sur vos tombes (Michel Gast)
- 1960 - I dolci inganni (Alberto Lattuada)
- 1960 - La giornata balorda (Mauro Bolognini)
- 1961 - Vive Henri IV... vive l'amour! (Claude Autant-Lara)
- 1961 - Amélie ou le Temps d'aimer (Michel Drach)
- 1961 - L'oro di Roma (Carlo Lizzani)
- 1962 - Vu du pont (Sidney Lumet)
- 1962 - Il Disordine (Franco Brusati)
- 1962 - Julia, Du bist zauberhaft (Alfred Weidenmann)
- 1962 - Le quattro giornate di Napoli (Nanni Loy)
- 1963 - Germinal (Yves Allégret)
- 1963 - Chair de poule (Julien Duvivier)
- 1964 - La Ronde (Roger Vadim)
- 1964 - De l'amour (Jean Aurel)
- 1964 - Le bambole (anthologiefilm, episode Monsignor Cupido van Mauro Bolognini)
- 1965 - Vaghe stelle dell'orsa (Luchino Visconti)
- 1966 - Le fate (anthologiefilm, episode Fata Elena van Mauro Bolognini)
- 1966 - L'ombrellone (Dino Risi)
- 1966 - L'Uomo che ride (Sergio Corbucci)
- 1967 - Made in italy (Nanni Loy, segment La Donna)
- 1967 - Belle de Jour (Luis Buñuel)
- 1968 - Una ragazza piuttosto complicata (Damiano Damiani)
- 1968 - Il Dolce corpo di Deborah (Romolo Guerrieri)
- 1968 - Adélaïde (Jean-Daniel Simon)
- 1969 - L'amica (Alberto Lattuada)
- 1969 - Una sull'altra (Lucio Fulci)
- 1970 - Uccidete il vitello grasso e arrostitelo (Salvatore Samperi)
- 1971 - Una lucertola con la pelle di donna (Lucio Fulci)
- 1971 - La corta notte delle bambole di vetro (Aldo Lado)
- 1973 - The Day of the Jackal (Fred Zinnemann)
- 1973 - La polizia sta a guardare (Roberto Infascelli)
- 1977 - Les Enfants du placard (Benoît Jacquot)
- 1979 - Les Sœurs Brontë (André Téchiné)
- 1981 - Les Ailes de la colombe (Benoît Jacquot)
- 1981 - Aimée (Joël Farges)
- 1983 - Bonnie e Clyde all'italiana (Steno)
- 1985 - Aspern (Eduardo de Gregorio)
- 1986 - Rosa la rose, fille publique (Paul Vecchiali)
- 1991 - Un piede in paradiso (Enzo Barboni)
- 1991 - Miliardi (Carlo Vanzina)
- 2015 - L'Origine de la violence (Élie Chouraqui)
- 2017 - Drôles d'oiseaux (Élise Girard)